# Diderik Batens
Diderik Batens es un lógico y epistemólogo belga, de la Universidad de Gante, conocido sobre todo por sus trabajos sobre lógicas adaptativas y paraconsistentes, un poco en la línea de los trabajos de Newton da Costa. 
Pertenece, desde 2002, a la Real Academia Flamenca de Ciencias y Artes de Bélgica.

## Lógicas adaptativas
A Batens se debe la mayor parte del desarrollo de las lógicas adaptativas (el cual empezó en la década de 1980), que se caracterizan por no mantener el principio de monotonía, que dice que si de un conjunto de fórmulas A se deduce la fórmula B, entonces de A sumado a cualquier otro conjunto de fórmulas, seguirá deduciéndose B. Como todas las lógicas paraconsistentes, sostiene que de A y -A no puedo deducir cualquier cosa. Para la lógica adaptativa, de las consecuencias que se siguen de un conjunto de premisas, algunas dependen de la suposición de que ciertas fórmulas presentes en la derivación se comportan de manera consistente (es decir, que no sucede que ella y su negación son verdaderas). Estas consecuencias pueden ser canceladas si otras premisas determinan que las fórmulas que necesitaban ser consistentes no lo eran; esto sucede en un método dinámico de prueba. Por ejemplo:
1. A o B [Premisa]
2. -A [Premisa]
3. A y C [Premisa]
4. B [SD entre 1 y 2, bajo la suposición de que A se comporta de manera consistente]
5. A [Descomposición de 3]

Entonces, dado que A no se comporta de manera consistente (ya que las premisas prueban A y -A), no podrá deducirse B, y el paso 4 será cancelado. Aunque parece extraño, con este proceder llegaremos a un conjunto estable (aunque obviamente inconsistente) de consecuencias de las premisas. Según Batens, las lógicas adaptativas tienen su mayor utilidad en teorías que tienen algunas inconsistencias pero no pretenden ser triviales, como muchas teorías científicas o los intentos de unificación de teorías incompatibles. 